# Dayton Aviation Heritage National Historical Park
Le Dayton Aviation Heritage National Historical Park est une aire protégée américaine dans les comtés de Greene et de Montgomery, dans l'Ohio. Créé le 16 octobre 1992, ce parc historique national protège des sites relatifs aux pionniers de l'aviation Orville et Wilbur Wright ainsi qu'à leur voisin et ami le poète Paul Laurence Dunbar, notamment la Huffman Prairie et la Paul Laurence Dunbar House. L'aire protégée est inscrite au Registre national des lieux historiques depuis le 8 septembre 1988.